# Eublemma crassiuscula
Eublemma crassiuscula is een vlinder van de familie van de spinneruilen (Erebidae). De wetenschappelijke naam van deze soort is voor het eerst voorgesteld als Thermesia (?) crassiuscula door Francis Walker in een publicatie uit 1864.
DDe soort komt voor in Maleisië (Sarawak), Indonesië (West-Papoea), Australië, Vanuatu en Fiji.